# Patrik Dressler
Patrik Dressler (* 30. října 1990 v Ostravě) je český fotbalový obránce, od ledna 2019 působící v FK Hodonín.

## Klubová kariéra
Svoji fotbalovou kariéru začal v Baníku Ostrava, kde prošel všemi mládežnickými kategoriemi. V roce 2010 se propracoval do prvního týmu. V červenci 2012 přestoupil do Hlučína. Před jarní částí ročníku 2012/13 zamířil do Viktorie Žižkov. V létě 2015 na Žižkově skončil. Byl na testech v Baníku Ostrava, ale nakonec přestoupil do Teplic.